# 維萊薩圖馬雷鄉
47°40′N 22°57′E / 47.667°N 22.950°E
維萊薩圖馬雷鄉（羅馬尼亞語：Comuna Viile Satu Mare, Satu Mare），是羅馬尼亞的鄉份，位於該國西北部，由薩圖馬雷縣負責管轄，面積81平方公里，海拔高度158米，2007年人口3,202，人口密度每平方公里40人。